# Vox populi
Ne doit pas être confondu avec Vozpópuli.
Pour l’article homonyme, voir Vox Populi (film, 1923).
Vox populi est une locution latine qui se traduit le plus souvent par « voix du peuple ».

## Historique
L'expression « Vox populi » trouve son origine dans la citation « Vox populi, vox Dei », généralement traduite par « La voix du peuple est la voix de Dieu », ce qui soulignerait l'importance de l'avis du peuple dans le régime démocratique et dans certaines institutions religieuses.
Cette citation a été détournée dans l'expression Vox populi, populus stupidus (voir la liste de faux proverbes). Cela se rapproche d'ailleurs d'un des premiers textes originaux d'où est extraite cette locution, dans une lettre de Alcuin à Charlemagne en 798 : « Nec audiendi qui solent dicere, Vox populi, vox Dei, quum tumultuositas vulgi semper insaniae proxima sit », qui se traduit par « Et ces gens qui continuent à dire que la voix du peuple est la voix de Dieu ne devraient pas être écoutés, car la nature turbulente de la foule est toujours très proche de la folie ».
Elle apparaît d’abord pour désigner le mode de reconnaissance des saints dans l’Église catholique : c’est la réputation de sainteté dans le peuple chrétien qui fait le saint jusqu’au XIIIe siècle. Ensuite, l’Église soumet le cas à un procès en canonisation, dans lequel l’argument de la popularité du saint est une condition indispensable : le rayonnement spirituel du candidat est un signe de sa participation à la sainteté de Dieu et apporte la certitude que son exemple est accessible au reste du peuple chrétien. Dans ce cadre-là, elle signifie plutôt : « Si le peuple pense qu'il est saint, c’est que Dieu doit aussi le penser ».[réf. nécessaire]
C'est en 798 que le moine anglais Alcuin écrit à l’empereur Charlemagne qu’il faut se méfier de la voix du peuple, notamment en ce qui concerne l'élection par acclamation, afin d’éviter l’influence d’une émotion populaire éphémère et de permettre les conditions d’un jugement historique dépassionné. 
Au XVIe siècle, l'opinion de Machiavel est bien différente : 

« Ce n’est pas sans raison qu’on dit que la voix du peuple est la voix de Dieu. On voit l’opinion publique pronostiquer les événements d’une manière si merveilleuse, qu’on dirait que le peuple est doué de la faculté occulte de prévoir et les biens et les maux. »

Trois siècles plus tard, Hegel écrit que l’adage est faux si l’on veut dire que l’opinion est le substantiel de l’État.[pas clair][réf. nécessaire]